# Четыре льва (фонтан)
Фонтан «Четыре льва» (серб. Чесма «Четири лава») расположен в центре площади Бранко Радичевича сербского города Сремски-Карловци. Является объектом культурного наследия Сербии.

## История
Фонтан «Четыре льва» был возведён в 1799 году итальянским зодчим Джузеппе Априли в честь окончания работ по сооружению водовода в городе.
Фонтан неоднократно подвергался реконструкции (в 1858, 1925 и 2007 годах), о чём свидетельствуют каменные таблички над его чашей. В 1903 году фонтан был перемещён в самый центр города, где находится и по сей день. Последняя на данный момент реставрация 2007 года была проведена на личные средства профессора Миодрага Радуловачки и осуществлена Провинциальным бюро по охране памятников.

## Описание
Фонтан представляет из себя скульптурную композицию, выполненную из красного мрамора: на трёхступенчатом постаменте расположена чаша, в центре которой — колонна квадратного сечения, с четырёх её сторон — объёмные чугунные изображения четырёх львов, из пастей торчат медные трубы, из которых бьёт вода.
Существует предание, согласно которому каждый, кто выпьет воду из фонтана обязательно вернётся в Сремски-Карловци и здесь же обвенчается.